# 스포츠 베팅

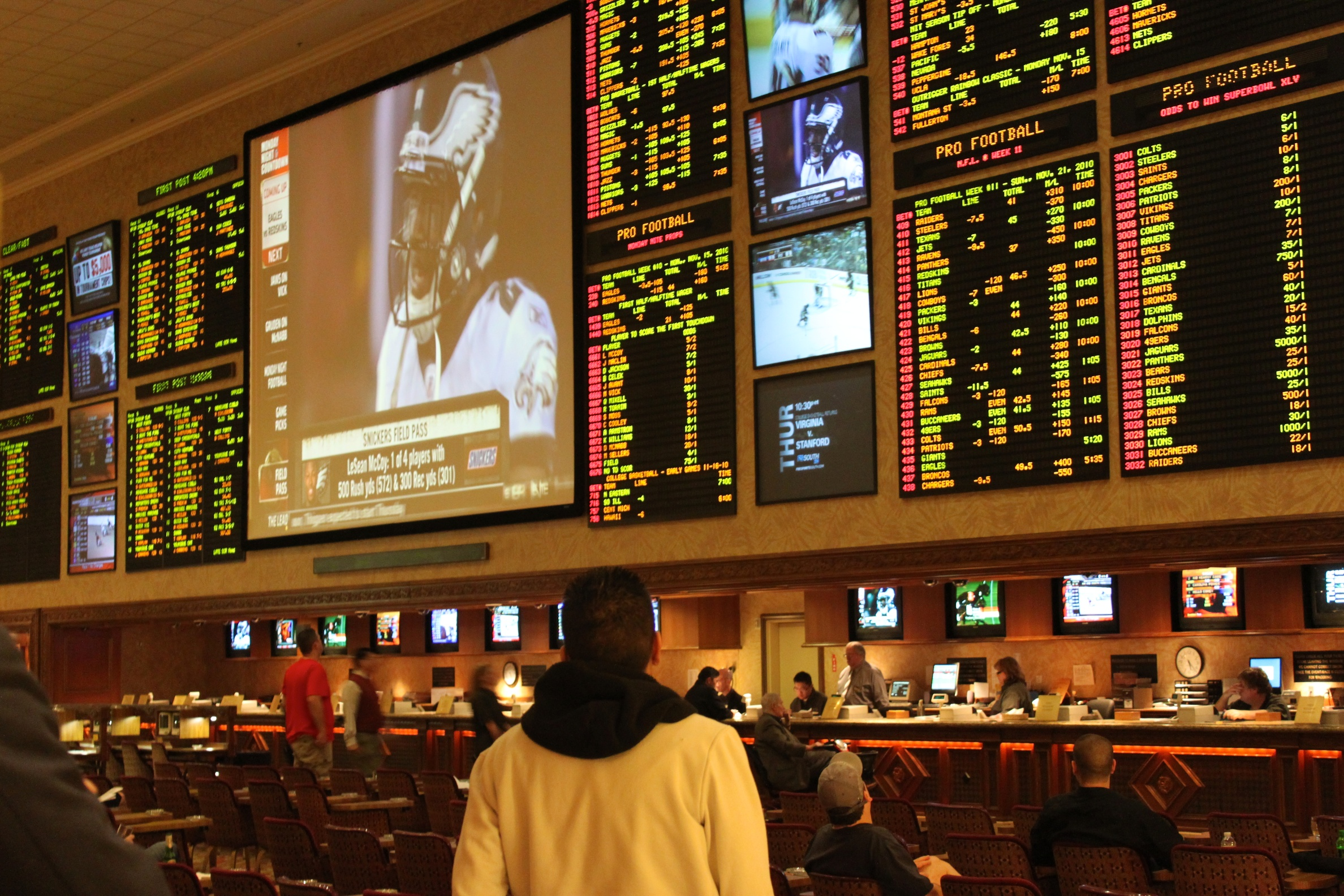
라스베이거스의 스포츠북

스포츠 베팅(sports betting), 스포츠 갬블링(sports gambling)은 스포츠의 결과를 예측하고 그 결과에 대해 도박을 하는 활동이다.
스포츠 갬블이라고 하는 것은 여러 가지 스포츠의 승패를 대상으로 하는 내기로서 다음과 같은 특색이 있다.
1. 갬블의 대상이 되고 있는 스포츠의 경기가 그 갬블의 당사자와는 전연 관계 없이 제3자에 의해서 행해지고 있다는 것.
2. 어느 나라에서나 국가가 법률로서 공인하고 있는 노름으로서 많은 사람들이 공공연하게 참가할 수가 있고 사회성도 가지고 있다는 것.
3. 특별히 공공(公共)을 위한 자금을 얻는 것을 목적으로 하고 있는 것이 많고 대개가 토틀리제이터 시스템의 투표방법을 채용하고 있다는 것.

오늘날 세계적으로 널리 행하여지고 있는 스포츠 갬블에는 경마·경륜 그 밖에 경견(競犬, dog race), 하이알라이(jai alai, 스페인의 대표적인 스포츠), 축구, 자전거의 로드레이스(경기장 밖에서 하는 레이스), 비둘기 레이스 등이 있다.스포츠 갬블은 제각기 그 기원과 발전의 경위가 다르기는 하지만 이것들이 갬블로서 공공연하게 행해지게 된 것은 거의 모두가 토틀리제이터 시스템이 발명되고 나서부터이고, 이 스포츠 갬블의 세계적인 유행은 20세기의 하나의 특징이라고 할 수가 있다.

## 같이 보기
- 패리뮤추얼 제도